# نوآ کاترباخ
نوآ کاترباخ (زاده ۱۳ آوریل ۲۰۰۱) بازیکن فوتبال آلمانی است که به عنوان دفاع چپ در بوندس‌لیگا و باشگاه اف‌سی کلن بازی می‌کند. او یکی از استعدادهای درخشان فوتبال آلمان است که جایزه معتبر و مدال طلای فریتز والتر را در دو رده سنی (زیر ۱۷ سال و زیر ۱۹ سال) دریافت کرده‌است.

## دوران باشگاهی

### کلن
کاترباخ بیشتر دوران نوجوانی و جوانی خود را در باشگاه اف‌سی کلن گذراند؛ او از ۸ سالگی در این باشگاه فعالیت کرد. کاترباخ در سال ۲۰۱۸ مدال طلای فریتز والتر را دریافت کرد و به عنوان بهترین بازیکن آلمانی در رده سنی زیر ۱۷ سال انتخاب شد.

#### فصل ۲۰–۲۰۱۹
در ۵ اکتبر ۲۰۱۹، او اولین بازی حرفه‌ای خود را برای باشگاه کلن در تساوی ۱–۱ مقابل شالکه ۰۴ انجام داد و تبدیل به جوان‌ترین بازیکنی شد که در آن سال در بوندس‌لیگا بازی کرد. در طول فصل ۲۰–۲۰۱۹، کاترباخ وارد تیم اصلی باشگاه شد و ۱۸ بازی در لیگ انجام داد. در ماه مه ۲۰۲۰، اعلام شد که کاترباخ قرارداد خود را تمدید کرده‌است و او تا سال ۲۰۲۴ در کلن می‌ماند.

#### فصل ۲۱–۲۰۲۰
در ۱۹ آگوست ۲۰۲۰، کاترباخ برای دومین بار مدال طلای فریتز والتر را دریافت کرد و این بار او به عنوان بهترین بازیکن آلمانی در رده سنی زیر ۱۹ سال انتخاب شد.

## بازی‌های ملی
کاترباخ برای آلمان در چندین سطح تیم ملی نوجوانان و جوانان بازی کرده‌است؛ او در سال ۲۰۱۷ به تیم زیر ۱۶ سال آلمان دعوت شد. هم‌اکنون او برای تیم زیر ۲۰ سال و زیر ۲۱ سال آلمان بازی می‌کند.

## آمار بازی
تا تاریخ ۸ ژانویه ۲۰۲۱
| باشگاه   | فصل     | لیگ       | لیگ  | لیگ | جام  | جام | اروپا | اروپا | دیگر | دیگر | جمع  | جمع |
| باشگاه   | فصل     | لیگ       | بازی | گل  | بازی | گل  | بازی  | گل    | بازی | گل   | بازی | گل  |
| -------- | ------- | --------- | ---- | --- | ---- | --- | ----- | ----- | ---- | ---- | ---- | --- |
| اف‌سی کلن | ۲۰۱۹–۲۰ | بوندس‌لیگا | ۱۸   | ۰   | ۱    | ۰   | -     | -     | -    | -    | ۱۹   | ۰   |
| اف‌سی کلن | ۲۰۲۰–۲۱ | بوندس‌لیگا | ۸    | ۰   | ۲    | ۰   | -     | -     | -    | -    | ۲    | ۰   |
| مجموع    | مجموع   | مجموع     | ۲۶   | ۰   | ۳    | ۰   | ۰     | ۰     | ۰    | ۰    | ۲۱   | ۰   |